# Ambarnath
Ambarnath (o Ambernath, Amarnath) è una città dell'India di 203.795 abitanti, situata nel distretto di Thane, nello stato federato del Maharashtra. In base al numero di abitanti la città rientra nella classe I (da 100.000 persone in su).

## Geografia fisica
La città è situata a 19° 11' 60 N e 73° 10' 0 E e ha un'altitudine di 35 m s.l.m..

## Società

### Evoluzione demografica
Al censimento del 2001 la popolazione di Ambarnath assommava a 203.795 persone, delle quali 107.378 maschi e 96.417 femmine. I bambini di età inferiore o uguale ai sei anni assommavano a 26.853, dei quali 13.946 maschi e 12.907 femmine. Infine, coloro che erano in grado di saper almeno leggere e scrivere erano 148.098, dei quali 84.088 maschi e 64.010 femmine.